# Ашшур-дан I
Ашшурда́н I — царь Ассирии приблизительно в 1179—1134 годах до н. э.
Согласно разным экземплярам «Ассирийского царского списка» Ашшур-дан I, сын Нинурта-апал-Экура, правил от 36 до 46 лет.
Ашшур-дан I воевал с вавилонским царём Забаба-шум-иддином и захватил несколько городов в районе реки Малый Заб. При нём Ассирия несколько оправилась от периода частой смены правителей.